# Il barone di Rocca Antica (Anfossi, Franchi)
Il barone di Rocca Antica (El barón de Roca Antigua) es un intermezzo per musica a cuatro voces en dos actos con música de los compositores Carlo Franchi y Pasquale Anfossi sobre libreto de Giuseppe Petrosellini. Se estrenó el 4 de febrero de 1771 en el Teatro Valle de Roma. A pesar de que la obra sea realmente una ópera bufa fue denominada intermezzo por lo limitado de los personajes.